# Contea di Mao
La contea di Mao (茂县S, Mào XiànP) è una contea della Cina, situata nella provincia di Sichuan e amministrata dalla prefettura autonoma tibetana e Qiang di Aba.